# Kromalun
Kromalun framställs genom behandling av kaliumdikromat med svavelsyra och svaveldioxid och erhålls som en biprodukt vid framställning av tjärfärgämnen. Den bildar mörkvioletta, nästan svarta, stora oktaedrar, som löses i vatten till violett färg. Kromalun tillhör det kubiska kristallsystemet och har brytningsindex 1,4814. 
Vid uppvärmning till 80°C blir lösningen grön, och saltet sönderfaller. Efter indunstning kvarlämnar lösningen en amorf grön massa.

## Användning
Kromalun används vid garvning av läder och för framställning av textilfärg. Numera föredras dock krom(III)sulfat som garvmedel.